# レックレス・ラヴ
レックレス・ラヴ（Reckless Love）は、2001年にフィンランドで結成されたグラム・メタル・バンドである。2010年に、アルバム『レックレス・ラヴ』でデビュー。同年には、LOUD PARK 10に出場した。

## メンバー

### 現メンバー
- オリ・ヘルマン（Olli Herman） - ボーカル
- ペペ・レックレス（Pepe Reckless） - ギター
- ヤッレ・ヴェルヌ（Jalle Verne） - ベース
- ヘッス・マックス（Hessu Maxx） - ドラム、パーカッション

### 旧メンバー
- ザン・リデル (Zam Ryder) - ドラム
- マイク・ハーレー (Mike Harley) - ドラム

## ディスコグラフィ

### スタジオ・アルバム
- 『レックレス・ラヴ』 - Reckless Love (2010年)
- 『アニマル・アトラクション』 ‐ Animal Attraction (2011年)
- 『スピリット』 ‐ Spirit (2013年)
- 『インヴェイダー』 ‐ InVader (2016年)

## 来日公演
- 2010年10月17日 LOUD PARK 10（さいたまスーパーアリーナ）
- 2017年6月8日 TOKYO INVASION（Shibuya O-WEST）